# Зелёное (Пятихатский район)
Зеленое (укр. Зелене) — посёлок,
Желтянский сельский совет,
Пятихатский район,
Днепропетровская область,
Украина.
Код КОАТУУ — 1224581502. Население по переписи 2001 года составляло 197 человек .

## Географическое положение
Посёлок Зелёное находится на расстоянии в 1 км от села Жёлтое.
Рядом проходят автомобильная дорога М-04 (E 50) и
железная дорога, станция Зелёная.